# Formalerschließung
Die Formalerschließung (auch alphabetische Katalogisierung, Formalkatalogisierung, Titelaufnahme und bibliographische Beschreibung engl. descriptive cataloguing) ist in Bibliotheken ein Teil des Arbeitsvorgangs der Katalogisierung. Bei der Formalerschließung werden die „formalen“ Merkmale der zu katalogisierenden Publikationen erfasst und in den Bibliothekskatalog eingetragen, bei der Sacherschließung hingegen inhaltliche Merkmale.
Zu den in den Katalog eingetragenen formalen Merkmalen einer Publikation gehören beispielsweise der Name des Autors und der Titel der Publikation, das Erscheinungsjahr, der Erscheinungsort, der Verlag, der Umfang und die Internationale Standardbuchnummer. Die Formalerschließung soll sicherstellen, dass Bibliotheksbenutzer die gewünschten Publikationen im Katalog über entsprechende Suchbegriffe auffinden können.
Um die von Formalerschließern hergestellten Katalogisate international austauschbar zu machen, haben sich Bibliothekarische Regelwerke etabliert, die genau angeben, welche Informationen in welcher Form angegeben werden sollen.

## Zweck
In der bibliothekswissenschaftlichen Literatur werden meist verschieden viele Fragen angegeben, auf die die Formalerschließung dem Bibliotheksbenutzer nach Möglichkeit eine Antwort geben sollte. So soll aus den Katalogisaten zumindest klar hervorgehen,
- ob die gesuchte Publikation in der jeweiligen Bibliothek vorhanden ist oder nicht,
- welche Ausgaben der Publikation vorhanden sind,
- welche Werke eines Urhebers in der jeweiligen Bibliothek vorhanden sind und
- wie und wo die Publikation zugänglich ist.

Um diese und andere Anforderungen zu erfüllen, werden die heute elektronischen Katalogisate untereinander, aber auch mit Normdatensätzen verlinkt. Bei der Erfassung der formalen Merkmale wird die beispielsweise in einem Buch abgedruckte Vorlageform von der eigens abgeänderten Ansetzungsform des Katalogisats unterschieden.

## Regelwerke
Bibliothekarische Regelwerke geben an, in welcher Reihenfolge und in welcher Form welche formalen Merkmale der Publikation in den Katalog eingegeben werden. Seit 2015 wird zur Formalerschließung im deutschen Sprachraum das Regelwerk Resource Description and Access (RDA) verwendet.

## Software
Vor Einführung der EDV wurden die formalen Merkmale der Publikationen in Band- und Zettelkataloge eingetragen, heute arbeiten Formalerschließer an Computern und geben die Informationen mithilfe von Integrierten Bibliothekssystemen in die jeweiligen Kataloge ein.